# Klövsjö
Klövsjö är en tätort i Klövsjö distrikt i Bergs kommun och kyrkbyn i Klövsjö socken i Jämtland, vid Ljungan.

## Historia
Klövsjö finns omnämnd sedan medeltiden och består ursprungligen av 14 gårdar. En av dessa gamla gårdar är Tomtangården med i fyrkant kringbyggda hus från 1600- och 1700-talet. Gården är numera kulturminnesmärkt och hembygdsgård.
Klövsjö är en gammal bygd, en harpunspets som har hittades i sjön på 1970-talet daterades till att vara 6 000–8 000 år gammal.
Härifrån härstammar Klövsjöfåret, en av de gamla svenska allmogeraserna som hann tas till vara och nu hålls i genbank.

## Befolkningsutveckling

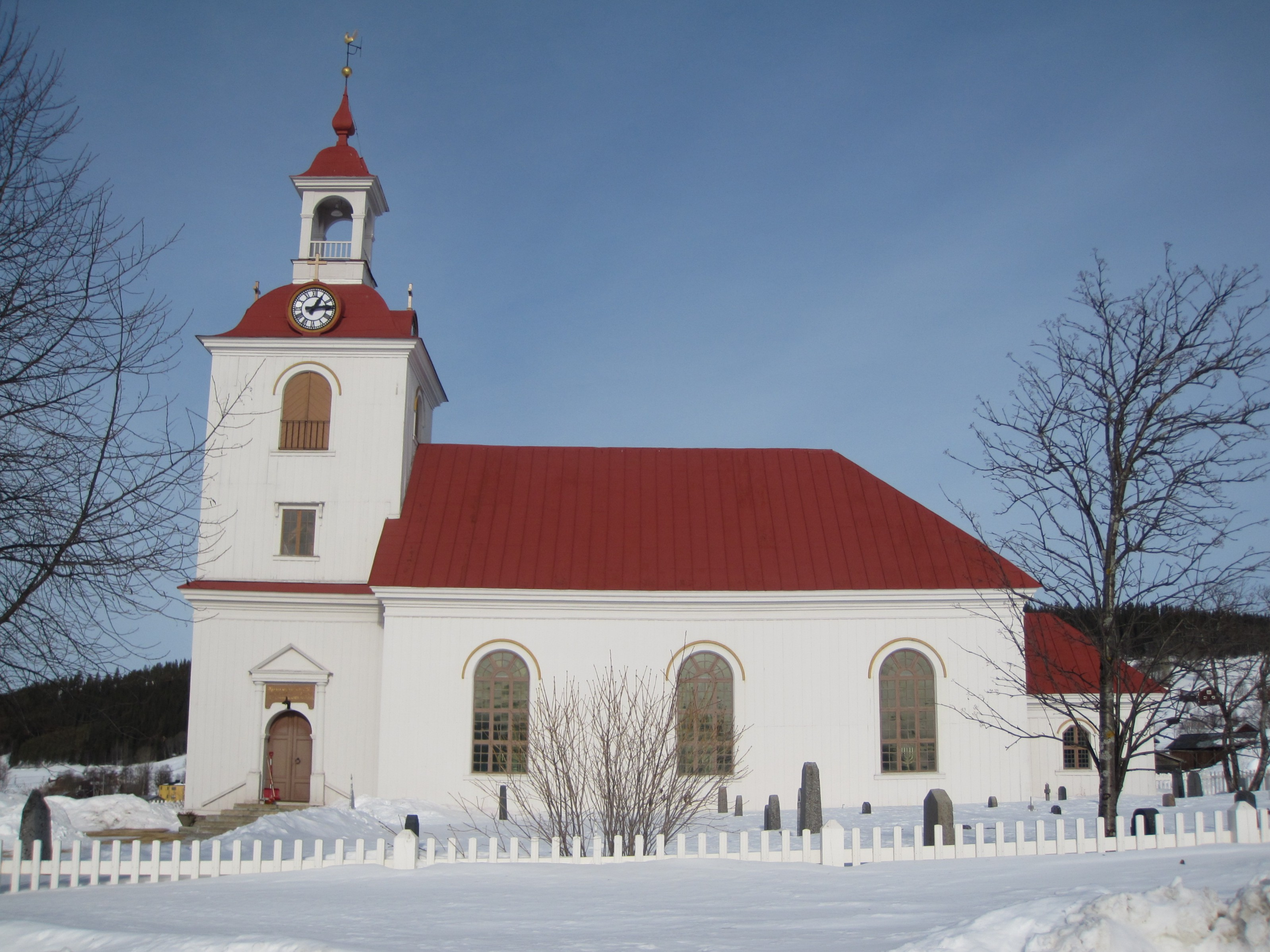
Klövsjö kyrka på vintern.

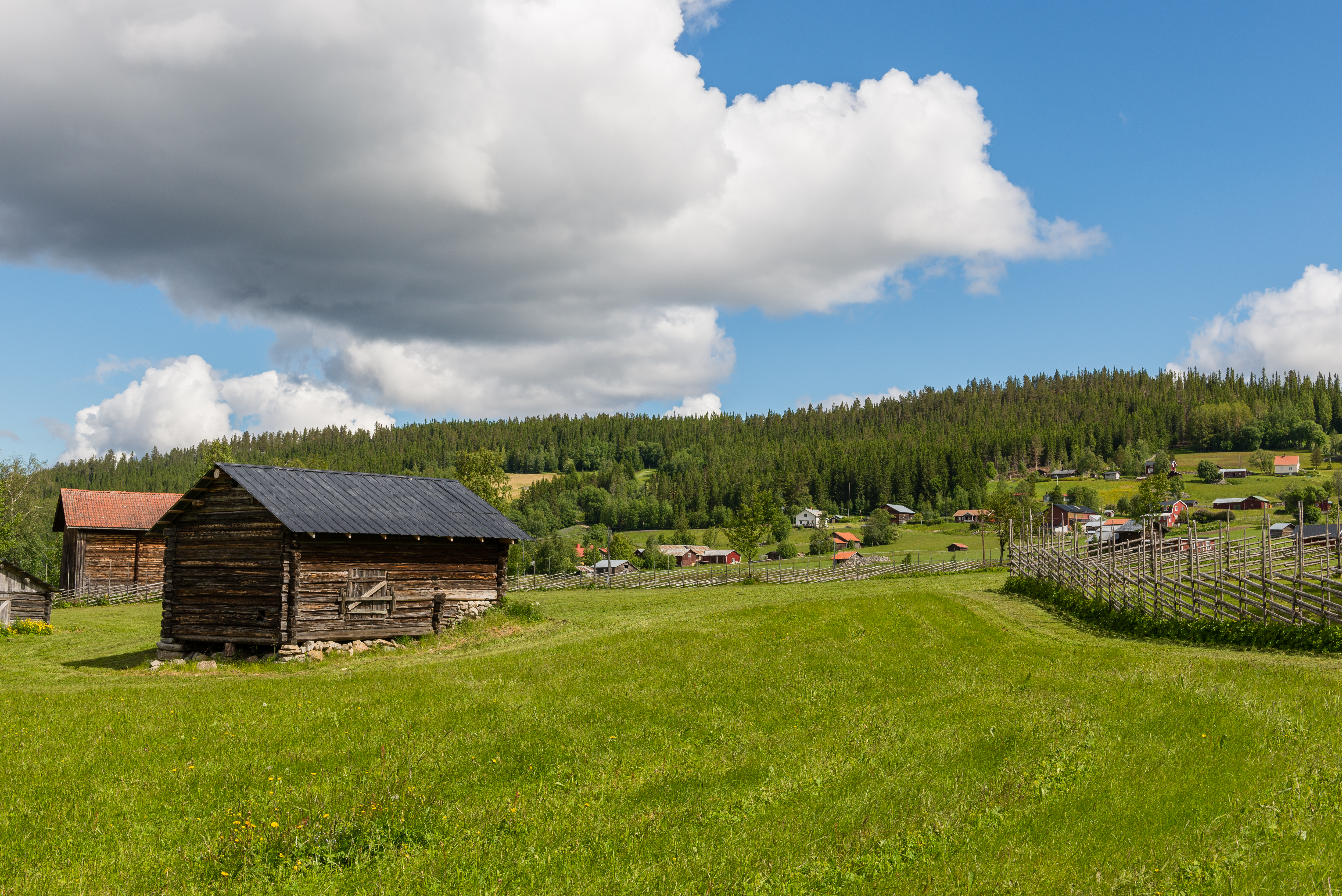
Kulturlandskap i byn.

| Befolkningsutvecklingen i Klövsjö 1995–2020 | Befolkningsutvecklingen i Klövsjö 1995–2020 | Befolkningsutvecklingen i Klövsjö 1995–2020 | Befolkningsutvecklingen i Klövsjö 1995–2020 | Befolkningsutvecklingen i Klövsjö 1995–2020 |
| ------------------------------------------- | ------------------------------------------- | ------------------------------------------- | ------------------------------------------- | ------------------------------------------- |
|                                             |                                             |                                             |                                             |                                             |
| År                                          |                                             |                                             | Folkmängd                                   | Areal (ha)                                  |
| 1990                                        | 1990                                        |                                             | 312                                         | 176#                                        |
| 1995                                        | 1995                                        |                                             | 319                                         | 222                                         |
| 2000                                        | 2000                                        |                                             | 286                                         | 222                                         |
| 2005                                        | 2005                                        |                                             | 312                                         | 223                                         |
| 2010                                        | 2010                                        |                                             | 291                                         | 222                                         |
| 2015                                        | 2015                                        |                                             | 292                                         | 308                                         |
| 2020                                        | 2020                                        |                                             | 342                                         | 334                                         |
| Anm.: Ny tätort 1995 # Som småort.          |                                             |                                             |                                             |                                             |

## Samhället
I Klövsjö finns Klövsjö kyrka, livsmedelsaffär, skola (F–6), byggvaruhandel och en del annan service. 
I Klövsjö och Klövsjöfjällen ligger Klövsjö-Storhogna skidområde som ingår i Destination Vemdalen som är Sveriges tredje största skidområde.
En 18+9 håls golfbana med tillhörande restaurang är belägen 5 km söder om byn i riktning mot Vemdalen.
Klövsjö är en kulturbygd med en väl bevarad småskalig jordbrukskaraktär. Byn har ingen utpräglad kärna utan är utbredd över sluttningen mot sjön.
Tack vare en positiv utveckling i de närliggande skidområdena har inflyttningen ökat och skolan/förskolan har nyligen byggts ut för att möta behoven när antalet barn i byn ökar.